# Gymnosiphon danguyanus
Gymnosiphon danguyanus är en enhjärtbladig växtart som beskrevs av Joseph Marie Henry Alfred Perrier de la Bâthie. Gymnosiphon danguyanus ingår i släktet Gymnosiphon och familjen Burmanniaceae. Inga underarter finns listade i Catalogue of Life.